# Jasmineae
Tribu
Les Jasmineae sont une tribu de plantes à fleurs, de la famille des Oléacées.
Le genre type est Jasminum L.

## Liste des genres
Chrysojasminum – Jasminum – Menodora

## Publication originale
- Lamarck J.-B. & Candolle A.P. de, 1806. Synopsis Plantarum in Flora Gallica Descriptarum: 216.